# Alexander Romanovsky
Alexander Romanovsky in russo Александр Романовский?, (Dniprodzeržyns'k, 21 agosto 1984) è un pianista ucraino naturalizzato italiano.
Nel 2001 ha vinto il concorso pianistico internazionale Ferruccio Busoni di Bolzano. Attualmente è docente di pianoforte principale presso il Conservatorio Franco Vittadini di Pavia.

## Biografia
Fino dalla più giovane età si dedica allo studio del pianoforte dimostrando uno spiccato talento: a soli nove anni suona per la prima volta con un'orchestra e a undici dà il suo primo recital con l'orchestra "I Virtuosi di Mosca" sotto la direzione di Vladimir Spivakov, che partendo dall'Ucraina tocca la Russia, i Paesi Baltici, la Francia e la Germania.
Nel 1997 la sua vita ha una svolta: due anni prima il maestro Leonid Margarius aveva lasciato l'Ucraina per diventare docente presso l'Accademia Pianistica Internazionale "Incontri col Maestro" di Imola, nel bolognese, ed ora lo chiamava dall'Italia per proseguire gli studi con lui.
Dopo due anni di studi in Italia, nel 1999 Alexander Romanovsky diventa Accademico dell'Accademia Filarmonica di Bologna: in passato, solamente Wolfgang Amadeus Mozart e Gioachino Rossini hanno conseguito questo titolo all'età di quindici anni.
È però a diciassette anni nel 2001 che raggiunge l'attenzione internazionale vincendo il concorso pianistico internazionale Ferruccio Busoni di Bolzano. Da quel momento cominciano i suoi numerosi concerti in Europa, in Giappone (International Piano Concert 2000), ad Hong Kong e negli Stati Uniti. Nel 2007 è stato invitato a Castel Gandolfo ad eseguire per il sommo Pontefice Papa Benedetto XVI musiche di Mozart accompagnato dall'orchestra, in occasione del 110º anniversario del Papa Paolo VI.
Nel 2009 ha ottenuto l'Artist Diploma presso il Royal College of Music di Londra.
Nel 2011 Alexander Romanovsky è diventato cittadino italiano e il 15 novembre 2011 ha partecipato all'incontro dedicato ai "Nuovi Cittadini italiani" alla presenza del Presidente della Repubblica Italiana Giorgio Napolitano, nel quale ha tenuto un breve concerto.
Gli anni recenti lo hanno visto estendere la propria attività a sostegno della promozione dei giovani talenti e della musica classica in collaborazione con enti importanti come l’Accademia Musicale Chigiana. Dal 2014 Alexander Romanovsky ricopre la carica di Direttore Artistico del Vladimir Krainev Moscow International Piano Competition.
Durante la Pandemia del Covid-19 ha creato “Piano B” un insolito tour di concerti di musica classica all’aperto durante il quale Alexander Romanovsky ha suonato il pianoforte su di un vero e proprio palco mobile ed ha attraversato tutta l’Italia abbattendo tutti i muri interiori ed esteriori, naturalmente in tutta sicurezza, un percorso che ha toccato tutte le regioni d’Italia portando la musica classica, sia alle persone che ne sono state private nell'ultimo anno, sia a quelle che la conoscono ancora poco.
Non accontentandosi di aspettare la riapertura incerta e limitata dei teatri, Alexander Romanovsky ha deciso di agire, andando lui a trovare le persone nei luoghi in cui stanno. Da qui nasce l’idea e la volontà di realizzare questo progetto. Il Maestro ha sentito il bisogno di offrire a tutti ciò che sa fare meglio, facendo arrivare la potenza della musica classica anche in situazioni sorprendenti con un riguardo speciale per le persone che hanno dovuto affrontare più difficoltà: negli ospedali, nelle comunità di accoglienza, nelle carceri.
È stato professore di pianoforte al Royal College of Music di Londra e docente di pianoforte principale presso i corsi accademici del Conservatorio di Reggio Emilia.
Attualmente è docente di pianoforte principale presso il Conservatorio Franco Vittadini di Pavia.
Nell'estate del 2022, Romanovsky è stato sospeso dalla sua posizione di professore presso il RCM, a seguito della sua esibizione in un recital per strada di fronte al teatro drammatico regionale accademico di Donetsk bombardato a Mariupol, in presenza di telecamere video russe, e a seguito di un'intervista rilasciata ai media russi insieme al suo collaboratore, il violinista russo Petr Lundstrem, sostenitore dell'invasione russa dell'Ucraina del 2022. Sempre a causa della sua posizione filorussa nel Gennaio 2024 ha provocato molto scalpore l'annullamento di un suo concerto previsto inizialmente all'Università La Sapienza di Roma. Le pressioni di attivisti pro Ucraina, associazioni e società civile hanno costretto gli organizzatori dell'evento ad annullare l'esibizione di Romanovsky per evitare possibili disordini.

## Discografia
Schumann - Symphonic Etudes, Brahms - Paganini Variations
(CD | 476 6208 DH DDD) - 2007 - Decca Records
- Robert Schumann - Symphonic Etudes op. 13
- Johannes Brahms - Variations on a Theme by Paganini op. 35

Rachmaninov - Etudes-Tableaux op. 39. / Corelli variations
(CD | 476 3334 DH DDD) - 2008 - Decca Records
- Sergej Vasil'evič Rachmaninov - 9 Etudes-Tableaux, Op. 39
- Sergej Vasil'evič Rachmaninov - Variations on a theme by Corelli, Op. 42

Glazunov - Complete concertos
Orchestra nazionale russa diretta da José Serebrier
(CD | 0825646794652) - 2011 - Warner Classics
- Aleksandr Konstantinovič Glazunov - Concerto for Piano no 1 in F minor, Op. 92
- Aleksandr Konstantinovič Glazunov - Concerto for Piano no 2 in B major, Op. 100

Beethoven - Diabelli Variations
(CD | 476 4151 DH DDD) - 2011 - Decca Records
- Ludwig van Beethoven - Variazioni per pianoforte op. 120 (Variazioni Diabelli)

Russian Faust
(CD | 481 0794 DH DDD) - 2014 - Decca Records
- Sergej Vasil'evič Rachmaninov - Son. per pf.: n. 1 in re min. op. 28
- Sergej Vasil'evič Rachmaninov - Son. per pf.: n. 2 in si bem. min. op. 36

(Partecipazione) Piano Gold - 63 brani celebri in box dorato (interpreti vari)
(CD | 480 3631 GB3 ADD) - 2010 - Deutsche Grammophon
- Sergej Vasil'evič Rachmaninov - Etudes-Tableaux op.39: n. 3 in do min. (traccia 36)